# Jacky Ickx
Jacques Bernard Edmon Martin Henri Ickx, detto Jacky (Bruxelles, 1º gennaio 1945), è un ex pilota automobilistico belga.
Formatosi nel motociclismo, si dedicò poi alle gare per vetture turismo e monoposto di Formula 2, con cui debuttò giovanissimo nel Campionato mondiale di Formula 1, in occasione del Gran Premio di Germania 1966; nella massima serie corse fino al 1979 disputando centosedici Gran Premi iridati, ottenendo otto vittorie, tredici pole position, quattordici giri più veloci e quattro hat trick. Partecipò inoltre a sedici gare non valide per il campionato vincendone tre. Vicecampione del mondo nel 1969, su Brabham, e nel 1970, con la Ferrari, è considerato uno dei migliori piloti di sempre a non avere vinto il titolo mondiale.
Ickx è noto soprattutto per la sua elevata versatilità e polivalenza, che gli hanno permesso di trionfare in discipline diverse: nel 1979 è stato campione della serie CanAm con la Lola, nel biennio 1982-1983 si laureò campione del mondo sportprototipi, mentre sempre nel 1983 ha vinto la Parigi-Dakar. Il suo nome resta particolarmente legato alla 24 Ore di Le Mans, vinta per 6 volte nell'arco di tre lustri, con vetture molto diverse tra loro; ha inoltre conquistato una 6 Ore di Daytona nel 1972, e due volte la 12 Ore di Sebring (1969 e 1972).
Figlio di Jacques, è fratello di Pascal e padre di Vanina, anche loro piloti.

## Biografia
Jacques Bernard Ickx nacque il 1º gennaio 1945 a Bruxelles. Figlio del giornalista automobilistico Jacques e di Marie Mouffe, che avevano in precedenza avuto Pascal, trascorse l'infanzia a Ixelles, nella periferia della capitale. Poco propenso allo studio, si dedicò fin da ragazzino agli sport motoristici che divennero poi il suo lavoro; appassionato di ciclismo, era solito allenarsi con Eddy Merckx, coetaneo e concittadino, con il quale instaurò una lunga e duratura amicizia.
Divenuto pilota professionista, nell'agosto del 1970 sposò Catherine Blaton, nipote del pilota Jean, dalla quale ebbe due figlie: Larissa e Vanina, che seguì, seppur con minore successo, la professione del padre. In seconde nozze sposò Maroussia Janssen che gli diede due figli maschi, Clément e Romain, e una femmina, Joy; la donna era figlia del dottor Paul Janssen, fondatore della Janssen Pharmaceutica. Nel 2006 ha sposato Khadja Nin, cantante burundese, con la quale si occupa di beneficenza verso le popolazioni africane.

## Carriera

### Esordi

#### Dalle moto alle vetture turismo
Jacky Ickx si avvicinò molto presto agli sport motoristici seguendo la passione dei familiari. Negli anni cinquanta il padre Jacques era un famoso giornalista automobilistico e pilota dilettante mentre il fratello maggiore Pascal, già aviatore, iniziava a disputare le prime corse. A sedici anni, nel 1961, acquistò un motorino Puch per poi sostituirlo con una Suzuki e una Zündapp, con cui esordì con successo nelle gare di trial, disciplina che si sarebbe poi rivelata fondamentale nello sviluppo delle qualità di guida del pilota; dopo due anni si aggiudicò i campionati belga ed europeo di specialità, nella classe 50 cc. Con le moto gareggiò anche nella velocità su pista.

Un giovane Ickx ritratto agli esordi della carriera.

Nel 1963 esordì con le vetture turismo al volante di una BMW 700 S messa a disposizione da Albert Moorkens, rivenditore della casa bavarese e della Zündapp, con la quale il giovane pilota gareggiava nel trial; a Zandvoort prese lezioni da Paul Frère per imparare i rudimenti della guida sportiva. Il debutto in gara non risultò positivo, in quanto alla sua prima cronoscalata si schiantò contro un albero distruggendo la macchina, ma nella seconda corsa in salita vinse nella sua categoria; sul circuito di Zolder, all'esordio in pista, ottenne il terzo posto di classe mentre, nonostante le buone prestazioni, si ritirò per problemi elettrici al Tour de France, corsa ibrida con prove in salita e circuito inserita nel Campionato internazionale Gran Turismo.
L'anno successivo, il 1964, divenne pilota della Ford Belgium per gareggiare sia in circuito che in salita con la nuova Lotus Cortina, con cui ottenne tre vittorie di classe nelle prime tre gare disputate; concluse al secondo posto un rally al volante di una Hillman Imp e continuò a impegnarsi anche con la BMW 700. Sul Circuito di Spa-Francorchamps perse il controllo della Lotus Cortina, nel tentativo di evitare un'altra vettura, andando a travolgere, uccidendolo, uno spettatore che si trovava in una zona vietata al pubblico. Partecipò per la prima volta alla 24 Ore di Spa, in coppia con Teddy Pilette, concludendola in quattordicesima posizione, attardato da un cedimento meccanico; la buona prestazione mostrata in gara, gli valse però la chiamata di Alan Mann, proprietario di uno dei migliori team di vetture turismo, per disputare alcune prove del Campionato Europeo.
Pilota titolare per Alan Mann Racing e Ford Belgium, nel 1965 Ickx si alternò alla guida della Lotus Cortina e della Ford Mustang, gareggiando in pista, nelle scalate e nei rally, confermando la sua versatilità di guida; in giugno ottenne il primo successo di prestigio internazionale vincendo la gara di Zolder, davanti a Lucien Bianchi, risultato che gli consentì di laurearsi Campione europeo turismo nella terza divisione. Non convocato dalla Ford per disputare la 24 Ore di Spa, partecipò con una BMW 1800 TISA, e in seguito si aggiudicò anche il Campionato belga assoluto per vetture turismo; a fine stagione venne contattato da alcuni team manager, tra cui Ken Tyrrell, non ancora divenuto costruttore, per disputare la stagione successiva.

#### Il debutto in monoposto e con i prototipi

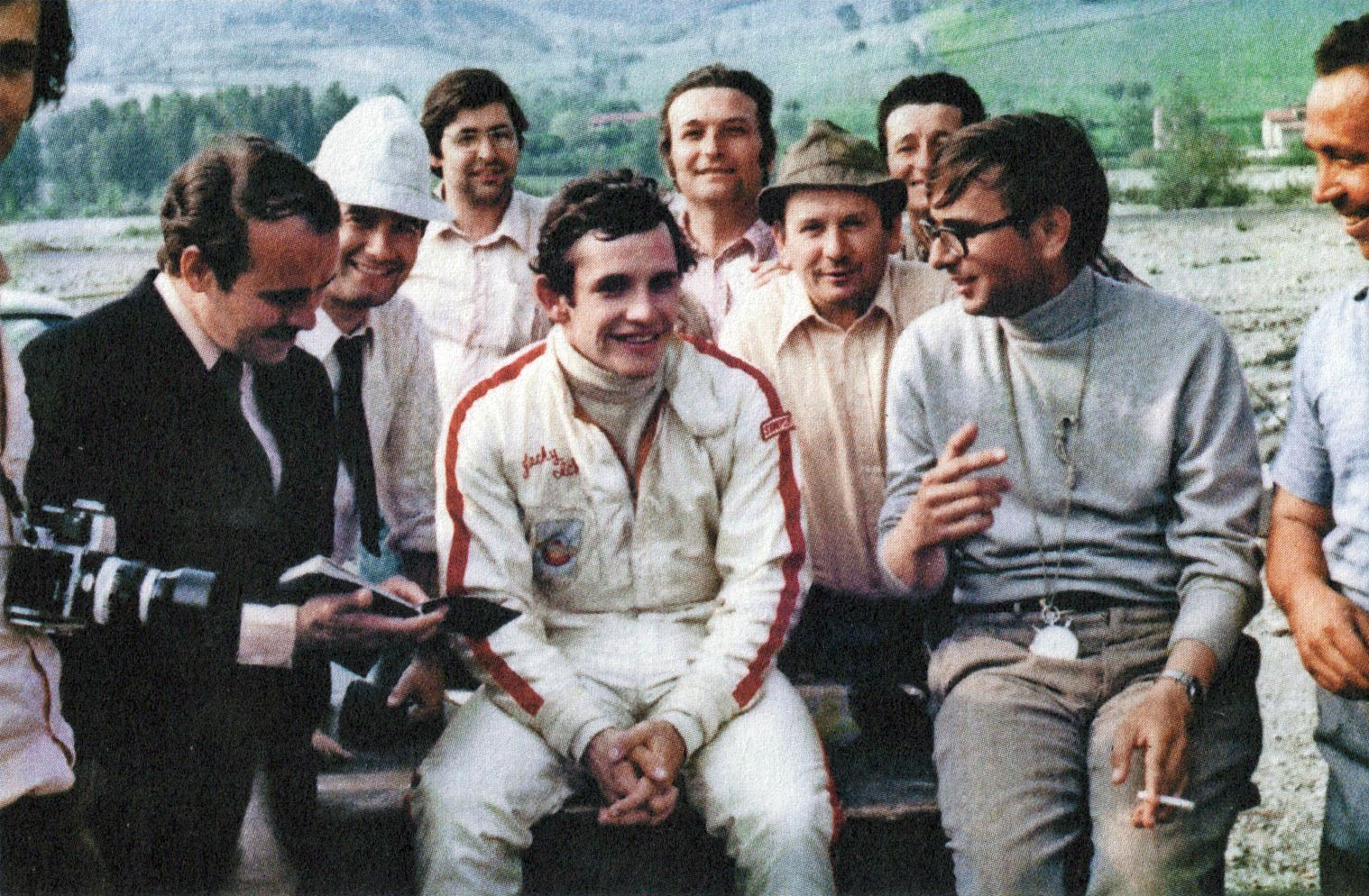
Ickx e Gian Paolo Dallara sul circuito di Varano de' Melegari, anni 60-70 circa.

Nell'intensa stagione 1966, che lo vide disputare una cinquantina di gare tra Europa, Stati Uniti d'America e Sudafrica, Jacky Ickx fece le prime esperienze al volante di sportprototipi e monoposto, continuando comunque il suo impegno con le vetture turismo che lo portò a vincere la prestigiosa 24 Ore di Spa, con una BMW 2000 TI condivisa con Hubert Hahne. Nei primi mesi dell'anno, l'ex pilota belga Jacques Swaters diede a Ickx la possibilità di gareggiare al volante di un prototipo Ferrari in occasione della 24 Ore di Daytona; in seguito, partecipò anche alla 24 Ore di Le Mans al volante della Ford GT40. Nello stesso anno, grazie a un programma voluto da Elf e Matra per sostenere giovani piloti di lingua francese, in cui vennero inseriti anche Jean-Pierre Beltoise e Johnny Servoz-Gavin, Ickx ebbe la possibilità di gareggiare in Formula 2 con le monoposto francesi gestite da Ken Tyrrell. Il manager inglese, con cui in precedenza aveva sostenuto un test in Ungheria al volante di una vettura turismo, si rivelò una delle figure fondamentali della carriera del giovane pilota; gli diede la possibilità di fare esperienza e lavorare senza pressioni e pretese nei risultati, facendolo gareggiare anche in Formula 3. Nella sua prima stagione in monoposto ebbe come compagno di squadra Jackie Stewart, già affermato pilota di Formula 1, con cui in diverse occasioni condivise la macchina. Con la Matra della Tyrrell partecipò anche al Gran Premio di Germania. A fine stagione venne confermato da Ken Tyrrell, per continuare in Formula 2 con la sua squadra, e si accordò con John Wyer per gareggiare con i prototipi nella stagione successiva.
Nel 1967 Jacky Ickx si impegnò nel nuovo Campionato europeo di Formula 2 al volante delle Matra di Tyrrell. Nonostante la serie fosse frequentata anche da piloti di Formula 1 quali Jochen Rindt, John Surtees e Jim Clark ottenne ottimi risultati; conquistò l'hat trick a Zandvoort e Vallelunga, giunse terzo al traguardo al Nürburgring e Pergusa riuscendo a diventare il primo Campione europeo della categoria. Proprio a Pergusa venne contattato da Franco Lini, allora direttore sportivo della Ferrari, per entrare a far parte della scuderia di Maranello nella stagione successiva. Si mise in luce nella massima serie disputando un'ottima qualifica al Gran Premio di Germania, dove guidava la solita Matra di Formula 2, e ottenne il suo primo punto iridato al Gran Premio d'Italia guidando una Cooper-Maserati. Con un prototipo Mirage vinse la 1000 chilometri di Spa.

### Formula 1

#### I primi Gran Premi (1966-1967)

##### 1966
Pilota titolare della Tyrrell in Formula 2, nel 1966 Jacky Ickx ebbe la possibilità di debuttare nel Campionato mondiale di Formula 1. In occasione del Gran Premio di Germania, dove, per aumentare l'esiguo numero dei partenti vennero ammesse anche monoposto della categoria cadetta, Ickx partecipò con la Matra che pilotava abitualmente in Formula 2. La sua prima gara nella massima serie, terminò al primo giro quando venne colpito dalla Cooper di John Taylor che rimase intrappolato nella vettura avvolta dalle fiamme; dopo un mese lo sfortunato pilota britannico morì per le ustioni riportate.

##### 1967

Monza, 10 settembre 1967. Ickx debutta in gara al volante di una monoposto di Formula 1.

Impegnato nel Campionato europeo di Formula 2, partecipò anche nel 1967 ad alcuni eventi di Formula 1, grazie all'aiuto di Ken Tyrrell che il belga considerò sempre come una delle persone fondamentali per la sua carriera. Con la Matra di Formula 2 della Tyrrell prese il via della Race of Champions senza ottenere particolari risultati. Con la medesima monoposto ottenne il terzo tempo nelle qualifiche del Gran Premio di Germania, disputato al Nürburgring, che gli avrebbe permesso di partire in prima fila con Jim Clark e Denny Hulme, in lotta per il mondiale; a causa del regolamento, invece, dovette partire indietro nello schieramento ma in gara risalì fino al quarto posto prima di ritirarsi per un problema meccanico.
Sul finire della stagione, Ken Tyrrell propose a Roy Salvadori, manager della Cooper, di far partecipare Jacky Ickx al Gran Premio d'Italia come sostituto dell'infortunato Pedro Rodríguez; il belga ebbe quindi la possibilità di debuttare in gara al volante di una monoposto di Formula 1, andando ad affiancare Jochen Rindt. Nonostante le mediocri prestazioni e la scarsa affidabilità della T81-Maserati, oltre alla poca confidenza del pilota con la vettura stessa, portò a termine la gara sul veloce autodromo di Monza in sesta posizione, conquistando il suo primo punto iridato. Venne convocato anche per il Gran Premio degli Stati Uniti dove non disputò una buona qualifica, complice la scarsa conoscenza del circuito di Watkins Glen, e si ritirò in gara. In novembre, con la Matra di Formula 2, partecipò al Gran Premio di Spagna, prova non valida per il mondiale, piazzandosi al sesto posto. A fine stagione si accordò con la Ferrari per disputare la stagione seguente.

#### L'approdo in Ferrari (1968)
Dopo la morte di Lorenzo Bandini, deceduto nel maggio del 1967 a seguito delle ustioni riportate al Gran Premio di Monaco di quello stesso anno, Enzo Ferrari avrebbe voluto assumere Jackie Stewart per disputare la stagione successiva; non trovando un punto d'incontro con il pilota scozzese, la dirigenza della Scuderia Ferrari si accordò con Jacky Ickx offrendogli uno stipendio annuale di trentamila dollari per gareggiare in Formula 2 e Formula 1, inizialmente con il ruolo di seconda guida di Chris Amon.

Monza, 8 settembre 1968. Ickx sul podio del Gran Premio d'Italia con il vincitore Denny Hulme.

Nella stagione 1968, Ickx pilotò la Ferrari 312 F1 terza serie, che si rivelò veloce ma poco affidabile. Debuttò in gara al Gran Premio del Sudafrica, nel giorno del suo ventitreesimo compleanno, ritirandosi per problemi meccanici. In Belgio, dove salì sul terzo gradino del podio, la monoposto venne dotata per la prima volta di un alettone, che in poco tempo divenne di uso comune.
In occasione del Gran Premio di Francia, sul circuito di Rouen, Ickx ottenne il terzo tempo in qualifica potendo quindi partire dalla prima fila; per la gara bagnata dalla pioggia, scelse di utilizzare gomme scolpite e disputò un'ottima prova andando a vincere il suo primo Gran Premio davanti a John Surtees e Jackie Stewart, portando alla Scuderia di Maranello la prima affermazione da due anni a quella parte: nell'occasione, a 23 anni, 6 mesi e 6 giorni, diventò il più giovane pilota a trionfare al volante di una monoposto del Cavallino, un primato che avrebbe resistito per i successivi 51 anni prima di essergli strappato da Charles Leclerc. Con il terzo posto in Gran Bretagna, Ickx guadagnò la piazza d'onore nella classifica dei piloti; centrò la sua prima pole position al Gran Premio di Germania, staccando il miglior tempo quando sul Nürburgring stava piovendo, migliorando di un minuto la prestazione ottenuta da Jim Clark nel 1967. A inizio stagione, sul circuito tedesco, Ickx era partito al palo anche con la Ferrari Dino 166 F2, in una gara non valida per il Campionato europeo.
A Monza, rallentato da problemi all'impianto d'alimentazione, venne accusato dai tecnici di non essere in grado di utilizzare il nuovo alettone posteriore, regolabile dal pilota stesso; arrivò comunque terzo al traguardo. In Canada, dove stava disputando delle buone prove, si schiantò a causa dell'acceleratore bloccato procurandosi la frattura di una gamba e perdendo ogni ambizione di potere vincere il titolo mondiale, nella cui classifica era al secondo posto; inizialmente colpevolizzato dalla squadra per il suo stile di guida aggressivo, in seguito venne scagionato da un meccanico che mise in luce il problema all'acceleratore.
Concluse il suo primo Campionato del mondo al quarto posto, totalizzando oltre il doppio dei punti dello sfortunato Chris Amon, che ottenne solo un podio e numerosi ritiri. In Formula 2 gareggiò con la Ferrari Dino 166 segnando la pole position all'Eifelrennen sul circuito del Nürburgring. I difficili rapporti con la squadra, che gli valsero l'appellativo di Pierino la peste, e alcuni problemi contrattuali fecero sì che l'accordo tra Jacky Ickx e la Scuderia Ferrari non venisse rinnovato.

#### Il passaggio alla Brabham (1969)
Jacky Ickx disputò il mondiale 1969 con la squadra di Jack Brabham, di cui l'australiano era titolare e pilota, anche se ormai a fine carriera, ma fra i due non si instaurò un buon rapporto; l'accordo tra le parti, venne trovato tramite la Gulf che sponsorizzava sia la Brabham che la JW Automotive, con cui il belga correva nel Campionato marche.

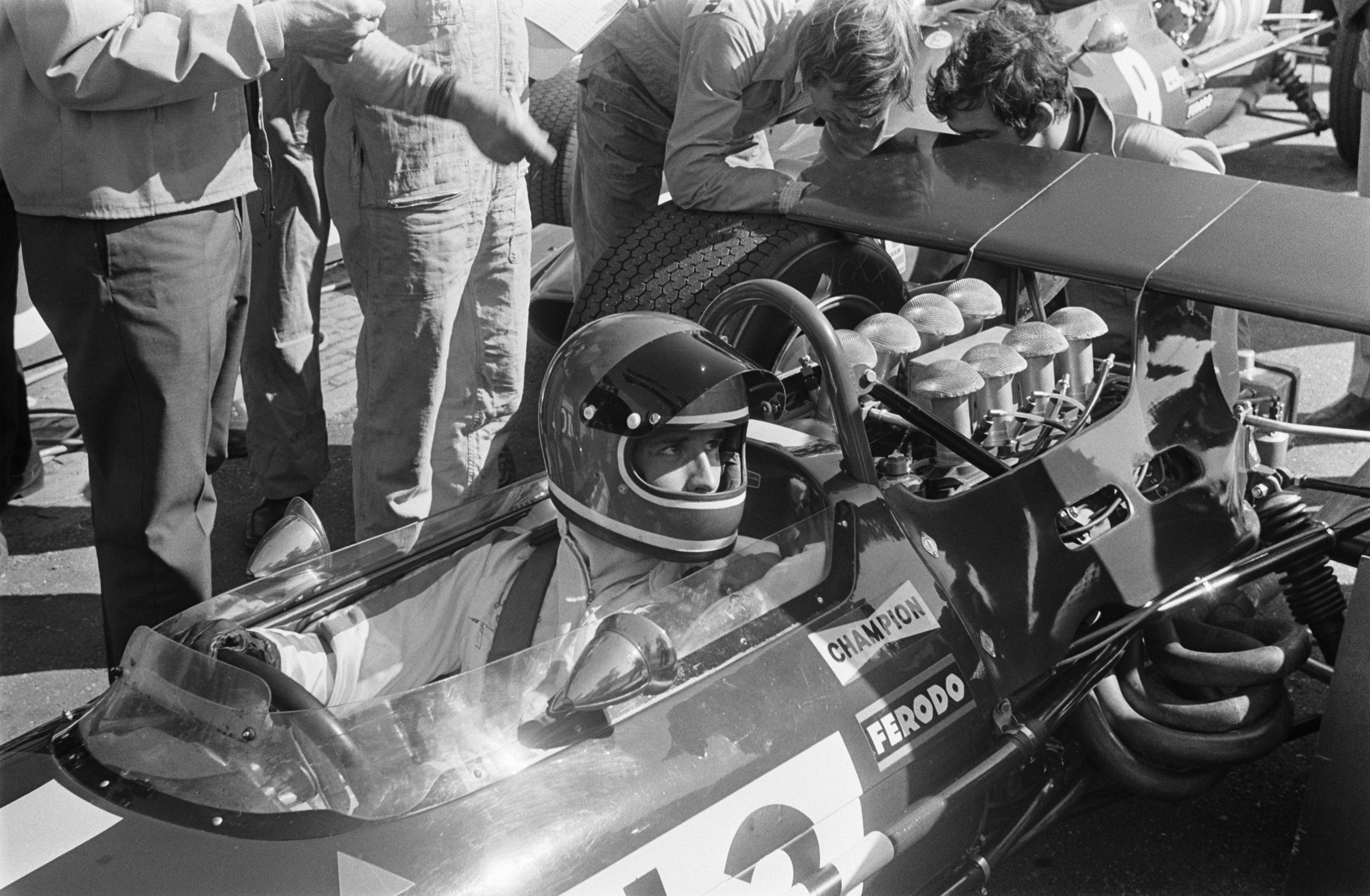
Zandvoort, 19 giugno 1969. Ickx nell'abitacolo della Brabham BT26 in occasione delle prove del Gran Premio d'Olanda.

Le Brabham BT26 della stagione precedente vennero dotate di nuovi alettoni, inizialmente molto fragili, e dei motori Ford Cosworth in sostituzione dei Repco. Esordì con la nuova squadra in occasione del Gran Premio del Sudafrica dove partì dalle retrovie, mentre Brabham ottenne la pole position con tre secondi di vantaggio sul belga; al di fuori del campionato, l'australiano vinse il BRDC International Trophy, con Ickx quarto al traguardo, dopo essere partiti dalla prima fila.
In Spagna concluse in sesta posizione, su sei piloti arrivati al traguardo, con sette giri di ritardo per problemi alle sospensioni; quinto in Olanda, perse la piazza d'onore in Francia commettendo un errore nel finale di gara che lo relegò sul terzo gradino del podio. Dopo il secondo posto in Gran Bretagna, ottenne la pole position, il giro più veloce in gara e la vittoria finale nel Gran Premio di Germania, conquistando il suo primo hat trick in Formula 1 e il secondo posto nella classifica mondiale; completò la serie positiva con la vittoria all'International Gold Cup, gara non valida per il campionato del mondo.
Al Gran Premio d'Italia ruppe il motore in prova e dovette prendere il via della corsa dall'ultima fila; gareggiò con un propulsore fornitogli da Frank Williams, che però si rivelò poco potente, per poi ritirarsi a causa di un problema al rifornimento. In Canada, dove siglò pole position e giro più veloce, ingaggiò un duello con Jackie Stewart, leader del mondiale; le vetture entrarono in collisione e lo scozzese si dovette ritirare, mentre Ickx conquistò la seconda vittoria stagionale e ridusse lo svantaggio nella classifica piloti. In Messico, ultimo Gran Premio dell'anno, si classificò al secondo posto precedendo Brabham, partito dalla pole position. Concluse la stagione in seconda posizione, lontano dall'inarrivabile Jackie Stewart, Campione del mondo per la prima volta.
Nel corso della stagione si dedico saltuariamente alla Formula 2. Con la Brabham salì sul podio a Zolder e partì in pole position al Reims, mentre al Gran Premio di Enna, valido per il Campionato europeo partecipò con una De Tomaso, ritirandosi.

#### Il ritorno alla Ferrari e il mondiale sfiorato (1970-1973)

##### 1970

Ickx nel 1970, anno del suo ritorno alla Ferrari.

Sul finire del 1969, Enzo Ferrari contattò Jacky Ickx per gareggiare, con le sue macchine nella stagione successiva. La Scuderia Ferrari, da poco acquisita dal Gruppo Fiat, e il belga trovarono un accordo economicamente vantaggioso, che prevedeva di gareggiare in Formula 1 e con i prototipi. Amico di Jacques Ickx, padre del giovane pilota, Gianni Agnelli, presidente della Fiat, fu l'artefice dell'accordo tra Ickx e Ferrari, che comunque aveva apprezzato l'ottima annata appena disputata dal pilota; in particolare Ferrari venne colpito dalla vittoria del belga nell'ultima edizione della 24 Ore di Le Mans con la Ford.
Nella stagione 1970 ebbe come compagni di squadra Clay Regazzoni, trentenne debuttante in Formula 1, e Ignazio Giunti, limitatamente ad alcuni Gran Premi. Il belga riponeva grandi aspettative nella nuova Ferrari 312 B; la monoposto progettata da Mauro Forghieri, tradizionale per la parte telaistica ma dotata dell'inedito motore a 12 cilindri "piatto" denominato 001, si dimostrò molto veloce, ma inizialmente poco affidabile. Al debutto stagionale in Sudafrica, subito dopo la buona partenza dalla seconda fila, guadagnò la seconda posizione per poi ritirarsi, dopo pochi giri, a causa di problemi al motore.
In occasione del Gran Premio di Spagna, disputato sul circuito di Jarama, si qualificò con il settimo tempo e partì dalla terza fila. Nel corso del primo giro, il belga venne urtato da Jackie Oliver, pilota della BRM con cui si era imposto nella 24 Ore di Le Mans dell'anno precedente; l'urto provocò un incendio in cui rimasero intrappolati entrambi i piloti. In seguito Jacky Ickx descrisse così quei drammatici momenti:
(Jacky Ickx, dal libro Temerari. Ricordi da corsa dei "Cavalieri del rischio".)
Nonostante la paura, riuscì ad attivare il sistema antincendio, a liberarsi dalle cinture di sicurezza e uscire dalla macchina; avvolto dalle fiamme e sotto choc, cercò di scappare lontano, passando tra le vetture in movimento, fin quando i commissari intervennero con l'estintore. Come anche Oliver, Ickx non riportò gravi conseguenze e tornò subito alle gare. Nelle successive prove di Monaco e Belgio non ottenne risultati importanti; terzo in Olanda, siglò la pole position in Francia per poi ritirarsi in gara, come anche nel successivo appuntamento in Gran Bretagna. Nel contempo Jochen Rindt, grazie alla strepitosa Lotus 72, guadagnava punti iridati che si rivelarono determinati a fine stagione.

Monza, 6 settembre 1970. La Ferrari 312 B di Ickx in pole position al Gran Premio d'Italia.

In Germania ottenne pole position e giro più veloce, ma venne battuto in gara da Jochen Rindt, saldamente in testa al mondiale; vinse il successivo Gran Premio d'Austria, precedendo il compagno Clay Regazzoni, riportando al successo la Ferrari che non vinceva dal 1968, quando proprio Ickx si impose in Francia. Dimostrati notevoli progressi, la Ferrari si presentò con grandi ambizioni a Monza, dove perse la vita Jochen Rindt, leader del campionato; Ickx conquistò la pole position ma nella gara, vinta da Clay Regazzoni, si dovette ritirare per problemi meccanici. Nonostante i molti punti accumulati da Jochen Rindt, con la sua morte si riaprirono i giochi per la conquista del titolo mondiale e il belga avrebbe potuto essere della partita. Jacky Ickx vinse il Gran Premio del Canada e risalì al secondo posto nella graduatoria iridata, ma, dopo aver segnato pole position e giro più veloce, arrivò quarto negli Stati Uniti; tale risultato non gli consentì di conquistare punti sufficienti per sorpassare in classifica Jochen Rindt che diventò il primo e unico Campione del mondo postumo. Sulla vittoria del titolo da parte di Jochen Rindt, il belga dichiarò:
(Jacky Ickx, dal libro Da Hill l'americano al computer Lauda. I ferraristi 1961-1978.)
Si impose nuovamente nel Gran Premio del Messico, ultima gara stagionale, confermando il secondo posto in campionato davanti a Clay Regazzoni. Attivo per l'ultimo anno nel Campionato europeo di Formula 2, che disputò con una BMW 270, giunse terzo al traguardo nel Gran Premio del Mediterraneo e vinse la gara di Tulln; si impose anche al Salzburgring, in una gara fuori campionato.

##### 1971

Ickx impegnato in una sessione di prove al volante della Ferrari 312 B.

Per il campionato 1971, la Scuderia Ferrari, fiduciosa per la stagione che si avviava, designò Jacky Ickx come prima guida, affiancandolo al confermato Clay Regazzoni, e in alcuni Gran Premi da Mario Andretti. Nel corso della stagione pilotò la Ferrari 312 B, monoposto dell'anno precedente ma ancora competitiva, e la nuova 312 B2, in cui la squadra riponeva molte ambizioni, dimostratasi subito veloce, soprattutto in qualifica, ma inaffidabile tanto da venire sostituita dal vecchio modello in alcune gare, verso la fine del campionato.
Dopo la tragica morte di Ignazio Giunti, pilota dei prototipi Ferrari, la scuderia di Maranello disertò il primo appuntamento della stagione, il Gran Premio d'Argentina, gara extracampionato. In seguito Ickx giunse ottavo in Sudafrica, dove vinse Mario Andretti, e secondo in Spagna dopo avere segnato pole position e giro più veloce; al Gran Premio di Monaco si qualificò con il secondo tempo per poi tagliare il traguardo in terza posizione, risultato che permise al belga di salire al secondo posto della classifica mondiale. In occasione del Memorial Jochen Rindt, gara non valida per il mondiale, il belga disputò un'ottima prova ottenendo pole position, giro più veloce e vittoria finale. La settimana successiva, ottenne il medesimo risultato nel Gran Premio d'Olanda, disputato con pioggia molto forte a Zandvoort, dimostrando ancora una volta le sue doti di guida sul bagnato.
La seconda parte della stagione si rivelò molto negativa. Nonostante le buone qualifiche venne costretto al ritiro per problemi meccanici in Francia e Gran Bretagna. Dopo una buona partenza dalla prima fila e un duello iniziale con Jackie Stewart, nel corso dei primi giri del Gran Premio di Germania si ritirò in seguito a un'uscita di pista. Ancora per problemi al motore, si ritirò in Austria e in Italia per poi giungere ottavo al traguardo in Canada, a due giri dal vincitore; dopo avere segnato il giro più veloce, abbandonò la gara negli Stati Uniti, ultima prova del Campionato del mondo in cui si piazzò al quarto posto. A fine stagione rinnovò il contratto con la Ferrari.

##### 1972

Monza, 10 settembre 1972. Partenza del Gran Premio d'Italia con Ickx in pole position.

Rinnovato il contratto per correre con la Ferrari in Formula 1 e con gli sportprototipi, Jacky Ickx ebbe come compagni di squadra Clay Regazzoni e, solo occasionalmente, Mario Andretti, Arturo Merzario e Nanni Galli. La monoposto era ancora la veloce e poco affidabile Ferrari 312 B2, sulla quale si lavorò per migliorare le sospensioni, l'aerodinamica e il motore.
Iniziò la stagione 1972 con un terzo posto in Argentina mentre non ottenne punti nella successiva gara in Sudafrica. Partito male dalla pole position, segnò il giro più veloce in Spagna ma si dovette accontentare del secondo posto al traguardo, dietro a un imbattibile Emerson Fittipaldi; secondo anche a Monaco con la pioggia, risultato che gli permise di raggiungere il secondo posto nella classifica iridata, si ritirò poi in Belgio per noie all'iniezione.
Qualificato con il quarto tempo, in Francia venne rallentato da una foratura e concluse la gara all'undicesimo posto mentre in Gran Bretagna si ritirò nuovamente per problemi meccanici. Dominò il successivo Gran Premio di Germania, centrando pole position, giro più veloce e vittoria sul difficile circuito del Nürburgring, ottenendo il suo quarto hat trick; sul traguardo precedette il compagno di squadra Clay Regazzoni. Ritirato in Austria per problemi meccanici, partì al palo nel Gran Premio d'Italia ma si ritirò a pochi giri dal termine per un guasto elettrico, subito dopo aver segnato il giro più veloce. Portò a termine il Gran Premio del Canada nelle retrovie a quattro giri dal vincitore, mentre arrivò al quinto posto negli Stati Uniti, nell'ultima prova del Campionato conquistato da Emerson Fittipaldi. Concluse il campionato al quarto posto, come nella stagione precedente.

##### 1973
Nel campionato 1973, Jacky Ickx gareggiò ancora con la Ferrari, alternandosi tra Formula 1 e prototipi; affiancato dal solo Arturo Merzario, percepì uno stipendio di centoventi milioni di lire.

Ickx al volante della Ferrari 312 B3.

Iniziò la stagione al volante della Ferrari 312 B2, ormai alla terza stagione iridata, disputando delle discrete qualifiche e ottenendo alcuni punti in Argentina e Brasile. Ritiratosi in Sudafrica, a causa di un incidente, al Gran Premio di Spagna, portò al debutto la nuova 312 B3, qualificandosi con il sesto tempo e concludendo la gara al dodicesimo posto, a sei giri dal vincitore, a causa di problemi ai freni; ancora per guasti meccanici, si ritirò in Belgio e a Monaco. La squadra cercò inutilmente di migliorare la competitività della monoposto ma Ickx non andò oltre i piazzamenti a punti in Svezia e Francia e l'ottavo posto in Gran Bretagna, dove si qualificò con il diciannovesimo tempo.
Deluso dagli scadenti risultati della sua squadra, Enzo Ferrari scelse di non completare la stagione agonistica di Formula 1 e lasciò libero Jacky Ickx, il quale si disse disponibile a correre le rimanenti gare della stagione che la Ferrari intendesse eventualmente disputare. Il belga si accordò con la McLaren per partecipare al Gran Premio di Germania, al volante di una M23-Ford, al fianco di Denny Hulme e Peter Revson; qualificato in prima fila, salì sul terzo gradino del podio, battendo gli occasionali compagni di squadra e ottenendo il migliore risultato della stagione, dimostrando di essere ancora competitivo.
Dopo che in Austria la Ferrari aveva schierato una vettura profondamente modificata per Merzario, Ickx fu richiamato una tantum da Enzo Ferrari per il Gran Premio d'Italia, che concluse all'ottavo posto, e partecipò senza successo al Gran Premio degli Stati Uniti con una ISO-Marlboro IR della prima scuderia di Frank Williams; concluse la sua ultima e difficile stagione con la scuderia di Maranello al nono posto della classifica, con solo dodici punti.
(Enzo Ferrari, dal libro Piloti che gente...)
Con queste parole Enzo Ferrari descrisse il suo rapporto con il belga, proficuo ma non privo di attriti. Riconoscente ma spesso critico nei confronti del costruttore, per la gestione della scuderia e la scarsa presenza ai Gran Premi, ne giustificò invece il comportamento duro e ambizioso, spesso contestato dai colleghi.

#### Il declino con la Lotus (1974-1975)

##### 1974
Jacky Ickx si accordò per disputare la stagione 1974 per la Lotus, vincitrice del precedente mondiale costruttori, con il ruolo di seconda guida di Ronnie Peterson. Il rapporto con lo svedese, che lo batté frequentemente, si rivelò molto difficile e le monoposto di Colin Chapman risultarono inferiori alle aspettative. Questa prima stagione con la scuderia inglese, iniziata con discrete ambizioni, segnò invece l'inizio della parabola discendente per la carriera di Jacky Ickx nella massima serie.

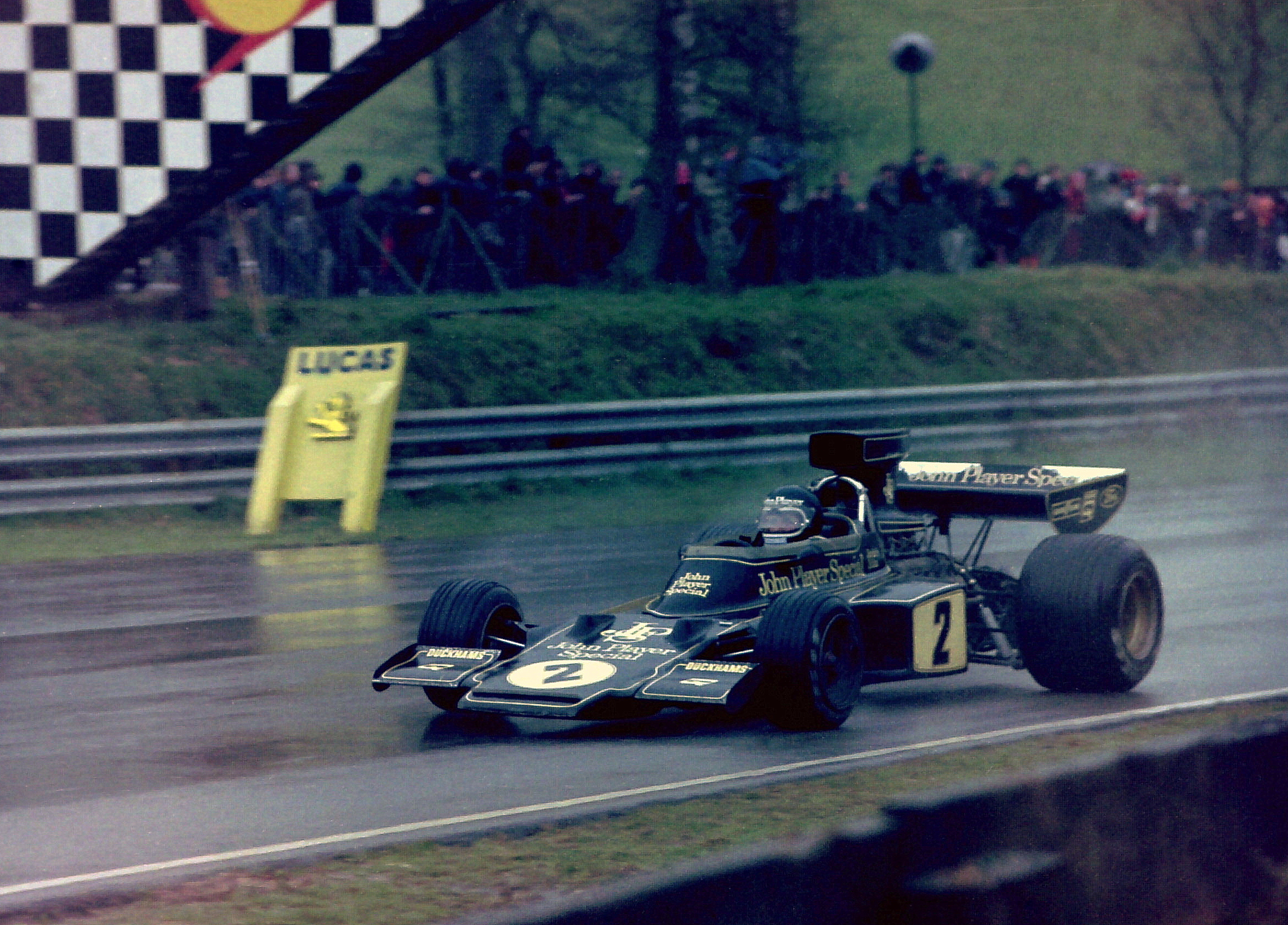
Brands Hatch, 17 marzo 1974. Ickx, su Lotus 72, nella vittoriosa Race of Champions.

Nel corso del campionato portò in gara la veloce, ma ormai datata, Lotus 72 e la nuova e deludente 76, entrambe motorizzate Ford Cosworth. Debuttò in gara con un ritiro al Gran Premio d'Argentina e salì sul terzo gradino del podio in Brasile. In marzo partecipò alla Race of Champions a Brands Hatch, gara non valida per il mondiale: partito a metà schieramento, disputò un'ottima corsa, con pioggia battente e basse temperature, tagliando il traguardo in prima posizione, dopo avere fatto segnare il giro più veloce. Tale risultato gli diede nuove motivazioni per il prosieguo della stagione che invece si dimostrò negativa; ritirato per problemi meccanici nei successivi cinque Gran Premi, arrivò undicesimo, a quattro giri dal vincitore, in Olanda e quinto in Francia.
Giunse terzo all'arrivo in Gran Bretagna e quinto in Germania; nelle ultime quattro gare, qualificato sempre con pessimi tempi, si ritirò per incidenti e problemi alla monoposto, tranne in Canada, dove arrivò undicesimo con due giri di ritardo; concluse il Campionato all'undicesimo posto con soli dodici punti raccolti.

##### 1975

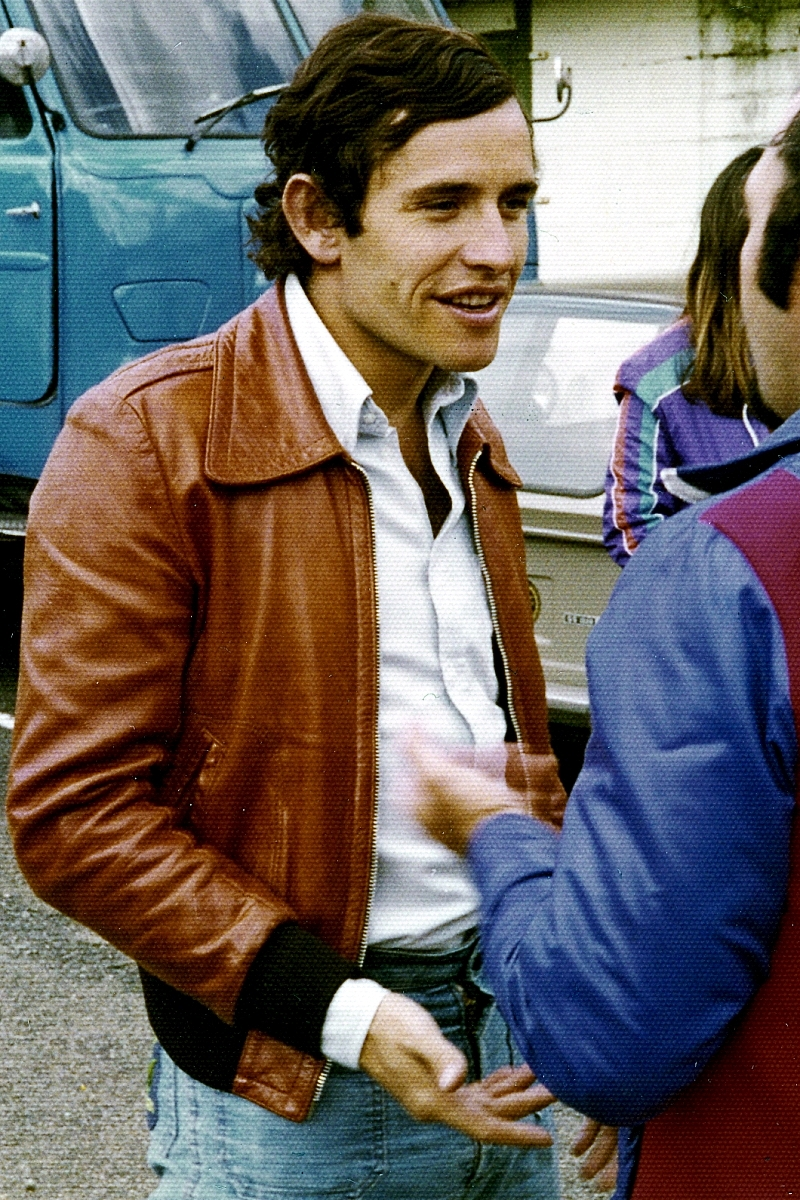
Ickx nel 1975.

Nonostante le delusioni della stagione precedente, Jacky Ickx partecipò al mondiale 1975 ancora con la Lotus. Confermato anche Ronnie Peterson, la scuderia inglese, che avrebbe dovuto realizzare una nuova monoposto, schierò invece una evoluzione della Lotus 72, giunta ormai al sesto anno di gare. Portò a termine i primi Gran Premi della stagione, in Argentina, Brasile e Sudafrica, sempre fuori dalla zona dei punti, senza avere mai disputato una buona qualifica. Ottenne poi il quarto posto in prova e in gara alla Race of Champions, non inserita nel calendario del Campionato del mondo.
In occasione del Gran Premio di Spagna, le misure di sicurezza adottate nel Circuito del Montjuïc vennero ritenute inadeguate per un Gran Premio di Formula 1; i piloti della Grand Prix Drivers' Association scioperarono minacciando di non gareggiare, mentre Jacky Ickx, con pochi altri non iscritti all'associazione, si dissociò da questa scelta. Dopo una difficile trattativa tra organizzatori e piloti, la corsa venne comunque disputata, per poi essere interrotta anzitempo a causa del drammatico incidente di Rolf Stommelen, costato la vita a quattro spettatori; al momento della sospensione Ickx si trovava in seconda posizione e salì sul podio per l'ultima volta in carriera, ottenendo solo tre punti in quanto non era stata completata almeno la metà dei giri previsti.
Ottavo a Monaco, ritirato in Belgio per problemi ai freni, giunse quindicesimo in Svezia a tre giri dal vincitore. Deluso dagli ennesimi ritiri per problemi meccanici in Olanda e Francia, si accordò con la Lotus per interrompere in anticipo il loro rapporto, ritirandosi dal campionato ancora in corso.

#### Le ultime stagioni e il ritiro (1976-1979)

##### 1976
Jacky Ickx accettò l'offerta di Frank Williams, sostenuta economicamente dalla Marlboro, per gareggiare nel campionato 1976 con le sue monoposto. Nel corso della stagione la Williams venne rilevata da uno dei finanziatori della squadra e prese il nome di Wolf.
La Wolf-Williams FW05 si dimostrò subito una vettura deludente e poco performante, tanto che il belga partì dalle retrovie senza mai inserirsi nelle posizioni di vertice sia in Brasile che in Sudafrica; dopo l'incoraggiante terzo posto alla Race of Champions, dove partì dalla quarta posizione, la situazione peggiorò ulteriormente e, in occasione del Gran Premio degli Stati Uniti-Ovest, Ickx non riuscì a qualificarsi, per la prima volta nella sua carriera. Settimo in Spagna, mancò nuovamente la qualificazione in Belgio e a Monaco.

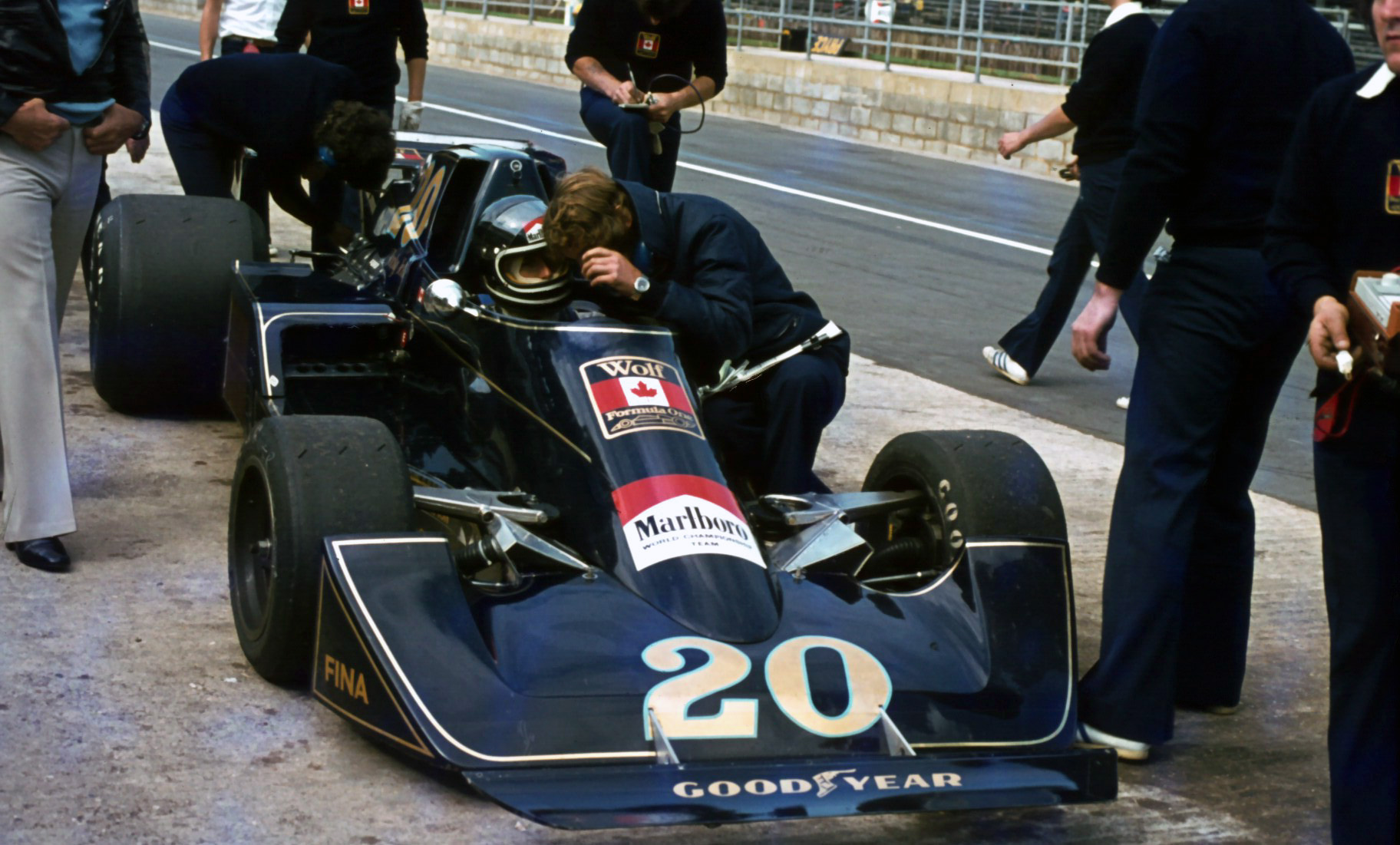
Ickx al volante della Wolf-Williams FW05.

Ancora fuori dalla zona dei punti in Francia e non qualificato in Gran Bretagna, a causa dei problemi di tenuta di strada della macchina, decise abbandonare la scuderia inglese. Dopo il Gran Premio di Germania, a cui non partecipò, venne chiamato dalla Ensign per sostituire Chris Amon, da poco ritiratosi; con la MN176, Ickx ottenne l'undicesimo tempo in qualifica in Olanda, migliore risultato dell'anno, ma si ritirò in gara.
Decimo in Italia e tredicesimo in Canada, al Gran Premio degli Stati Uniti-Est, in seguito a un'uscita di strada e al conseguente scontro con le barriere, la monoposto si spezzò prendendo fuoco nel retrotreno; il pilota, che venne trasportato nel più vicino ospedale, con una ambulanza che dovette fermarsi a fare rifornimento, riportò ustioni e fratture. Conclusa l'ennesima difficile stagione, Jacky Ickx si rese conto che la sua carriera in Formula 1 volgeva ormai al termine, proprio mentre nelle gare di durata era all'apice del successo.

##### 1977
Inizialmente senza una squadra per la stagione 1977, partecipò al Gran Premio di Monaco per sostituire Clay Regazzoni. Al volante di una Ensign MN177 si qualificò con il diciassettesimo tempo, rientrando di poco nei piloti qualificati, che sul difficile circuito cittadino di Montecarlo erano solo venti. In gara non andò oltre la decima posizione a due giri dal vincitore.

##### 1978
Si accordò nuovamente con la Ensign per disputare alcuni Gran Premi del campionato 1978. All'International Trophy, gara non valida per il campionato, si ritirò come nel successivo Gran Premio di Monaco; in Belgio tagliò il traguardo in dodicesima posizione, a sei giri dal vincitore, si ritirò in Spagna e non si qualificò in Svezia. Gli scarsi risultati portarono Jacky Ickx a lasciare la squadra che, in seguito, lo sostituì con il debuttante Nelson Piquet.

##### 1979

Monza, 9 settembre 1979. Ickx al volante della Ligier JS11, nella sua ultima stagione in Formula 1.

Nel corso del campionato 1979, Jacky Ickx ebbe la possibilità di disputare alcuni Gran Premi con la Ligier, anche se impegnato con i prototipi nel Campionato CanAm. Chiamato dal titolare della squadra, l'amico Guy Ligier, per sostituire Patrick Depailler, infortunatosi in un incidente con il deltaplano, andò ad affiancare Jacques Laffite.
Al volante della JS11, si ritirò in Francia e giunse sesto al traguardo in Gran Bretagna, conquistando il suo primo punto iridato dopo quattro anni. Costretto al ritiro per una foratura in Germania, abbandonò la corsa per problemi al propulsore in Austria. Partito dalle retrovie, al Gran Premio d'Olanda disputò una buona corsa piazzandosi al quinto posto, favorito anche dai numerosi ritiri, e ottenne gli ultimi punti della carriera; ancora per problemi meccanici si ritirò in Italia e Canada. Concluse il Gran Premio degli Stati Uniti-Est, ultima gara nella massima serie, ritirandosi dopo un'uscita di pista dovuta alla pioggia.
Alla fine della stagione, non trovando una squadra per partecipare al campionato mondiale 1980, si ritirò definitivamente dalla Formula 1. Con otto vittorie e due titoli mondiali sfiorati in quattordici anni di attività, è considerato uno dei migliori piloti a non avere vinto il Campionato del mondo, al pari di Stirling Moss, Ronnie Peterson e Gilles Villeneuve.

#### L'esperienza come direttore di gara
Abbandonata la Formula 1 come pilota, rimase nell'ambiente per molti anni come direttore di gara del Gran Premio di Monaco. In tale veste, prestò il suo servizio anche nell'edizione del 1984, funestata dalla forte pioggia che rendeva pericolosa la pista; pressato dagli organizzatori, diede ordine di sospendere la gara al trentunesimo giro, quando un giovane Ayrton Senna, al debutto sul circuito di Monte Carlo stava per sorpassare Alain Prost, in quel momento in testa al Gran Premio. Ickx giustificò la decisione dicendo:
(Jacky Ickx, dal libro Ayrton.)
Venne accusato, tra gli altri, da Mauro Forghieri e Jean-Marie Balestre, di aver voluto agevolare Prost che guidava una McLaren motorizzata Porsche, costruttore di cui Ickx era pilota nel Campionato del mondo endurance; Senna criticò la decisione del commissario di gara, senza però ritenerla un favoritismo nei confronti del rivale francese. Per questo episodio il belga venne momentaneamente sospeso dall'Automobile Club de Monaco, ente organizzatore del Gran Premio del quale era componente.

### Gare di durata

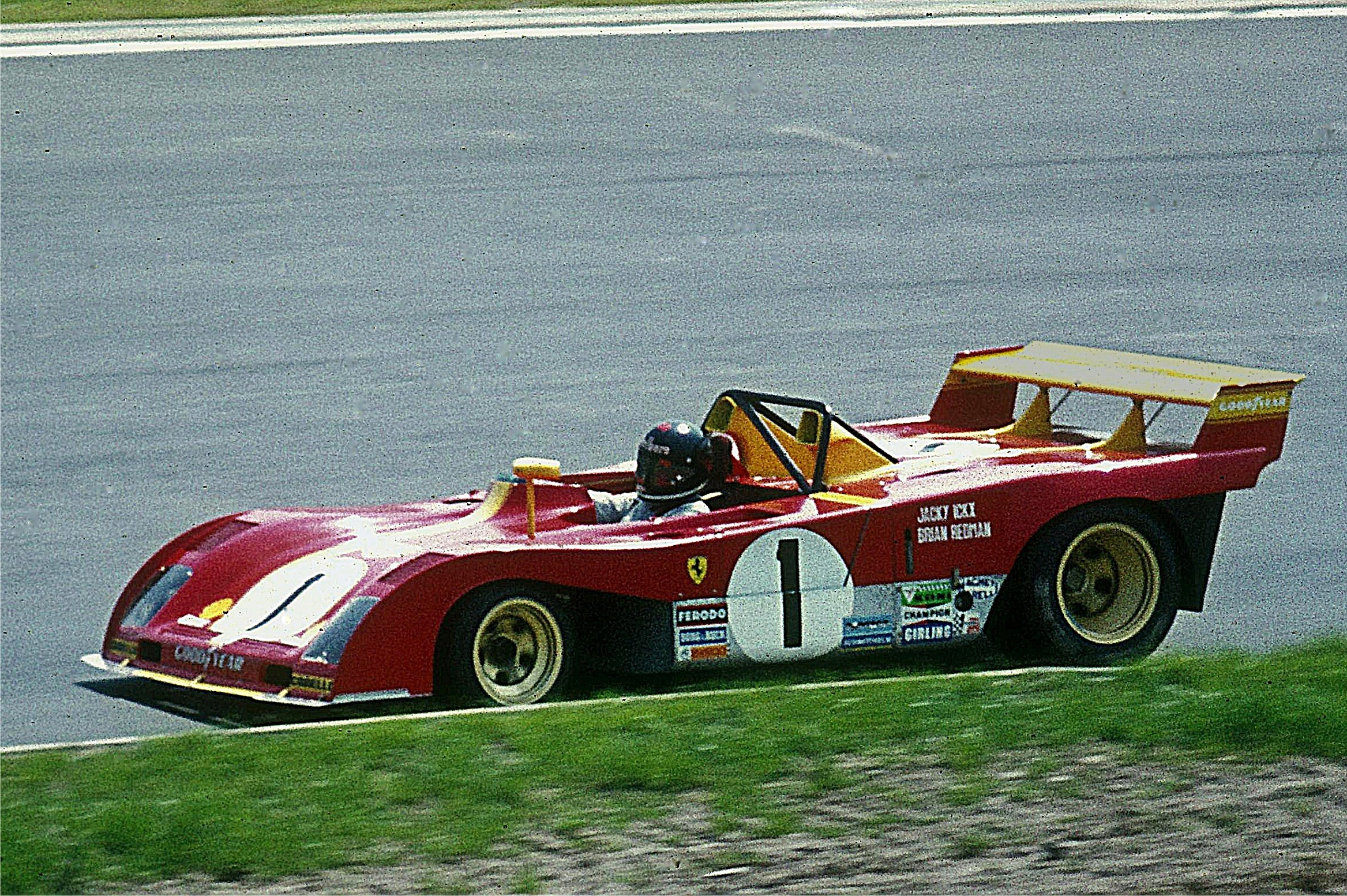
Ickx alla guida della Ferrari 312PB nel corso della vittoriosa 1000 km del Nürburgring del 1973.

È nella categoria Sport Prototipi che, a partire dal debutto nella stagione 1966 e passando per i primi successi di categoria e assoluti ottenuti nel 1967, Jacky ha gareggiato per quasi vent'anni e ha ottenuto i migliori successi, correndo sempre per scuderie di primo piano. Ickx è stato definito per molto tempo Monsieur Le Mans, avendo stabilito un record di 6 vittorie nella celebre "24 Ore" (in seguito, solo Tom Kristensen ha dapprima eguagliato e poi battuto questo primato); ha inoltre vinto per cinque volte la 1000 km di Spa (in tre occasioni sul vecchio tracciato di 14 km e in due sul rinnovato circuito), la 6 Ore di Daytona nel 1972 e la 12 Ore di Sebring nel 1969 e 1972.
Vinse la sua prima "Le Mans" nel 1969 alla guida di una Ford GT40, in coppia con Jackie Oliver, battendo in un arrivo in volata la Porsche 908 di soli 100 metri. Oltre a cogliere una prestigiosa vittoria, dette anche una lezione di saggezza: il pilota, profondamente contrario alla fin lì classica procedura di partenza – in cui i piloti attraversavano la pista, correndo verso le vetture disposte a lisca di pesce, e iniziavano la corsa senza allacciarsi le cinture di sicurezza –, al via attraversò il tracciato, si sedette a bordo del mezzo, allacciò le cinture e aspettò con calma che tutte le macchine fossero passate, per poi partire. Al primo giro un tragico evento dimostrò che Ickx aveva ragione: il pilota John Woolfe, alla guida di una Porsche 917, perì in un incidente mortale venendo sbalzato fuori dalla vettura, non avendo ancora allacciato le cinture. Nello scontro venne coinvolto anche Chris Amon che, anch'esso contrario al sistema di partenza, senza gesti plateali, si era "attardato" per "legarsi" correttamente; il pilota neozelandese centrò con la sua Ferrari il serbatoio in fiamme della vettura di Woolfe, ma ne uscì indenne. L'edizione successiva vide la modifica della partenza "stile Le Mans", con i piloti già seduti a bordo e con le cinture di sicurezza allacciate, fermo restando le vetture schierate a spina di pesce in base ai tempi ottenuti in prova, e il suo definitivo abbandono nel 1971 in favore di quella lanciata, come alla 500 miglia di Indianapolis.

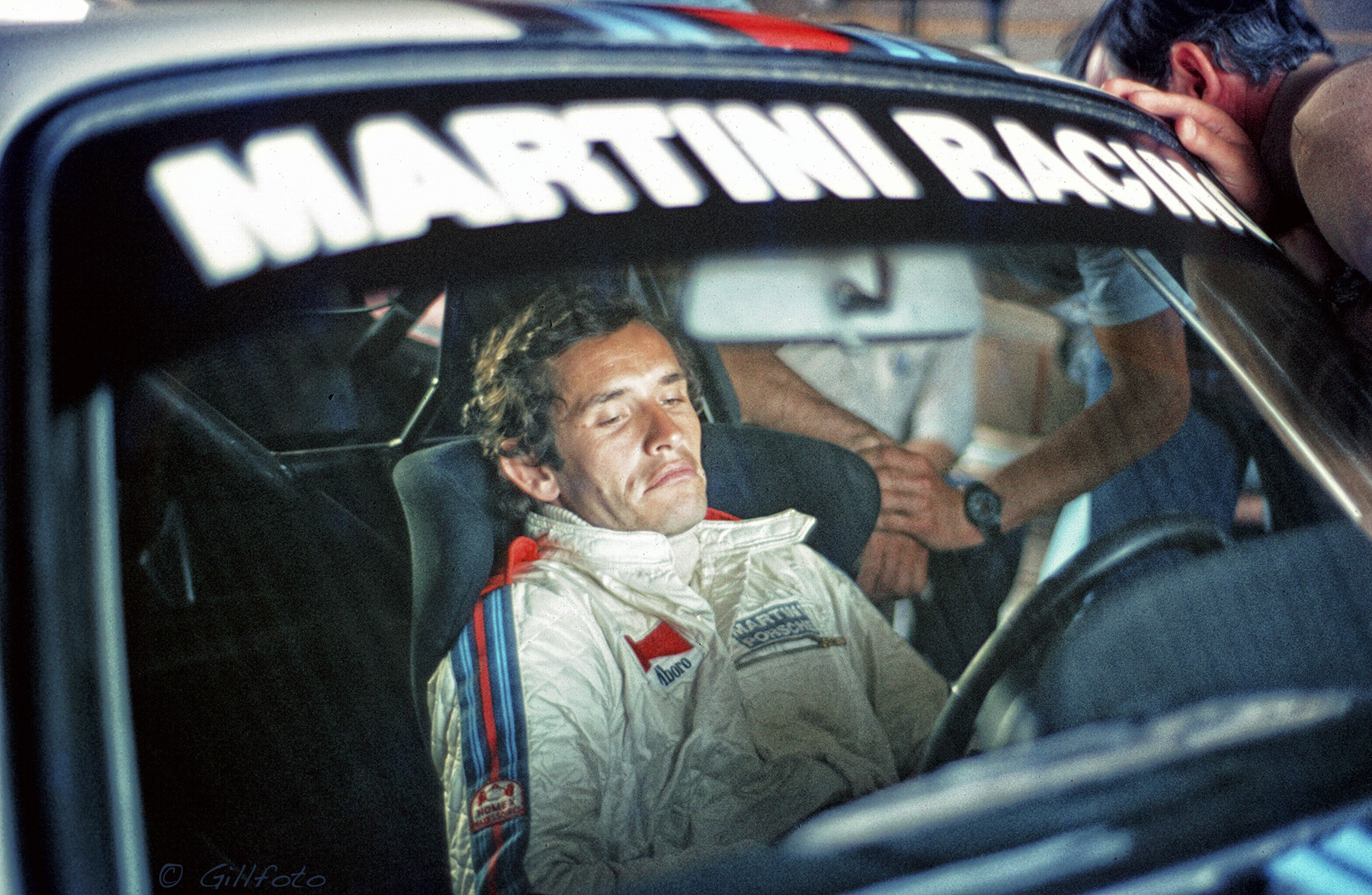
Ickx nell'abitacolo della Porsche 935 Martini Racing, durante la 6 Ore di Silverstone del 1976.

Jacky tornò al successo sul circuito della Sarthe nel 1975, per la prima di tre vittorie consecutive nella maratona di durata: la prima con la Gulf-Mirage e le altre due con la Porsche 936; proprio con casa tedesca inizia un fruttuoso sodalizio. Dopo un secondo posto nel 1980, anche nel 1981 vince a Le Mans sempre su Porsche 936, in una versione aggiornata che portava al debutto in gara il nuovo motore della vettura sua erede. Intenzionato a ritirarsi, venne convinto dalla Porsche a restare per affidargli lo sviluppo della 956, la nuova arma della casa per le gare di durata. Con tale vettura Ickx vince nel 1982 la sua sesta e ultima "Le Mans", oltre a conquistare il Campionato mondiale Endurance 1982 e 1983. Con la Porsche continua a correre fino al 1985, anno in cui, durante la 1000 km di Spa, è coinvolto nell'incidente che causò la morte di Stefan Bellof.

### Rally Raid
Negli anni 90 continua a correre nei rally raid.
Dal 1998 collabora con JVD International all'organizzazione del Rally dei Faraoni, prima gara per importanza – dopo che la Dakar ha cambiato continente – tra le prove africane.

## Riconoscimenti

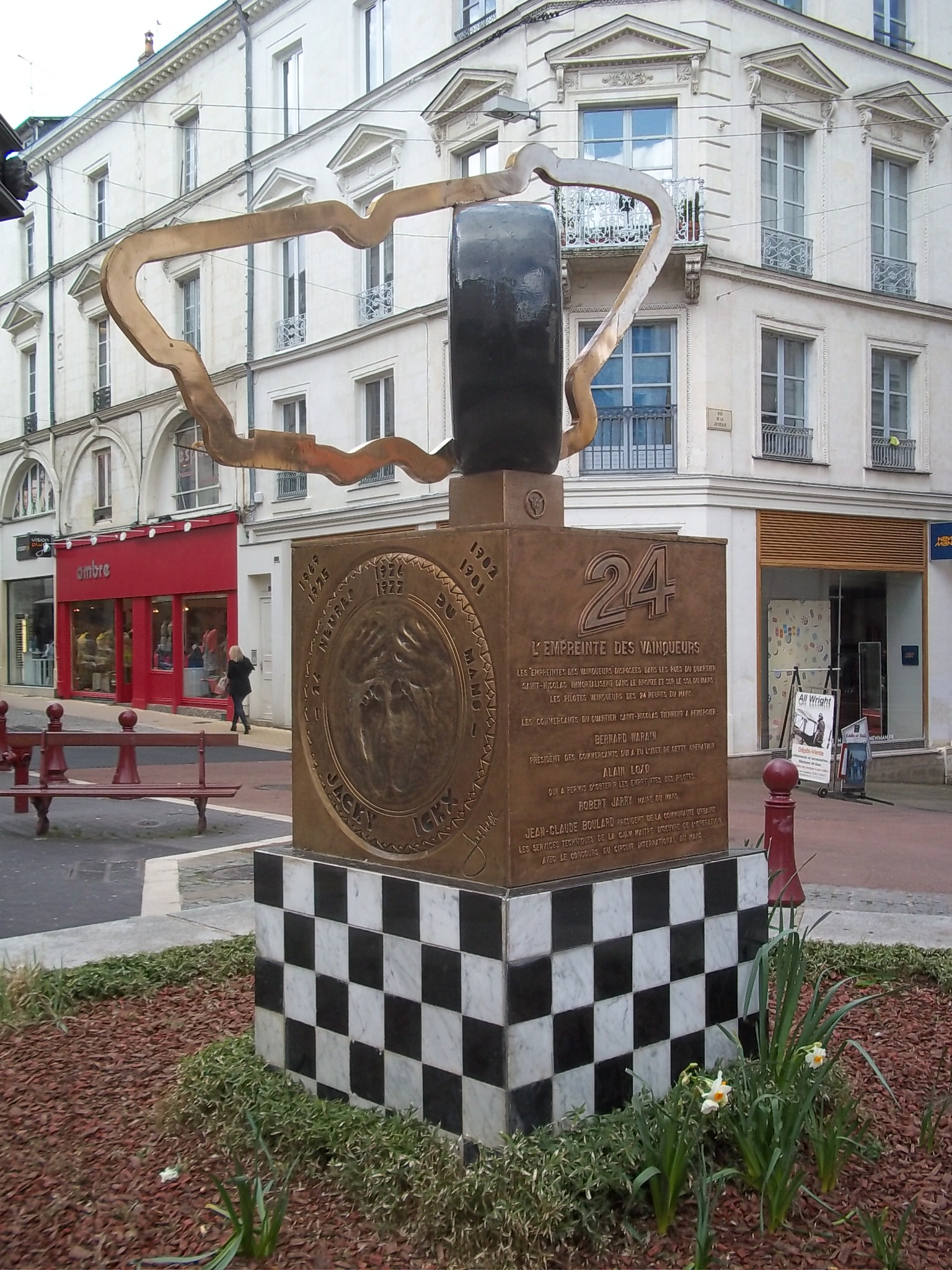
La placca in bronzo dedicata a Ickx a Le Mans.

Molto famoso in Belgio, secondo un sondaggio della rete televisiva nazionale RTBF del 2013, Jacky Ickx è considerato il terzo migliore sportivo belga di sempre, preceduto da Eddy Merckx e Stefan Everts; in patria era stato precedentemente premiato con il Trofeo per il Merito sportivo nel 1968, quando era ancora agli esordi della carriera professionistica, e nominato Sportivo dell'anno nel 1982, quando ormai pilota affermato vinse il Campionato mondiale endurance. Già dal 2000 Ufficiale dell'Ordine della Corona, nel 2007 venne insignito del titolo di Grand'Ufficiale dell'Ordine di Leopoldo, la più alta onorificenza nazionale. Da dicembre 2014 a giugno 2015, a Bruxelles venne allestita una mostra per celebrare il settantesimo compleanno di Jacky Ickx ed Eddy Merckx, concittadini e coetanei; oltre a motociclette, vetture turismo, monoposto e sportprototipi guidati dal pilota nella sua lunga carriera, vennero esposti trofei, fotografie e il casco bruciato nel rogo del Gran Premio di Spagna 1970.

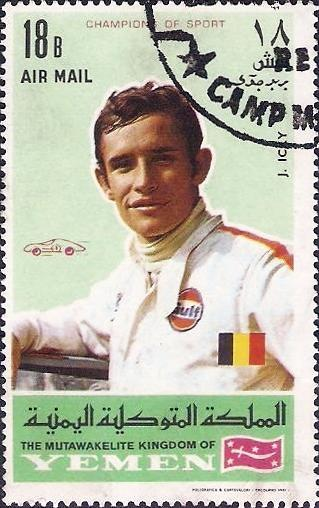
Il francobollo delle poste yemenite che celebra la prima vittoria di Ickx alla 24 Ore di Le Mans.

Molti sono anche i riconoscimenti ricevuti all'estero, in modo particolare in Francia e legati alla 24 Ore di Le Mans: nominato Pilota del secolo per la maratona francese, dal 16 giugno 2000 divenne cittadino onorario di Le Mans; nel centro della cittadina è presente, tra le impronte dei vincitori, una targa in bronzo a lui dedicata che ne riproduce il calco di mani e piedi. Nel 2004 l'Automobile Club de l'Ouest gli assegnò il trofeo Spirit of Le Mans come riconoscimento per le sei vittorie ottenute nella corsa francese e in occasione del Festival Internazionale dell'Automobile di Parigi del 2012 venne premiato con la Palma d'Oro Per la lunga attività svolta come direttore di gara a Montecarlo, nel 2002 il Principe di Monaco lo nominò Ufficiale dell'Ordine di San Carlo. Sempre nel 2002 venne inserito nella International Motorsport Hall of Fame di Talladega, negli Stati Uniti, dove sono iscritti i grandi nomi dell'automobilismo di tutti i tempi. In Italia, alla cerimonia dei Caschi d'oro del 2014, organizzati dalla rivista Autosprint, venne premiato con il Casco Legend.
Anche nella cultura di massa Jacky Ickx è stato celebrato. Alcuni libri trattano integralmente la sua biografia, mentre in altri gli vengono riservati capitoli o viene citato. Apparve spesso nei fumetti di Michel Vaillant tanto che, per festeggiare il suo settantesimo compleanno, venne pubblicato un cofanetto contenente sei volumi con tutti gli episodi che lo videro rappresentato. Le poste yemenite realizzarono un francobollo per celebrare la sua prima vittoria alla 24 Ore di Le Mans, mentre quelle austriache uno inserito nella serie dedicata alle celebrità della Formula 1; altri due vennero emessi dagli Emirati Arabi, in due diverse collezioni sui piloti automobilistici.

## Risultati

### Campionato mondiale di Formula 1
| 1966 | Scuderia | Vettura |  |  |  |  |  |     |  |  |  |  |  |  |  |  |  |  |  | Punti | Pos. |
| ---- | -------- | ------- |  |  |  |  |  | --- |  |  |  |  |  |  |  |  |  |  |  | ----- | ---- |
| 1966 | Matra    | MS5     |  |  |  |  |  | Rit |  |  |  |  |  |  |  |  |  |  |  |       |      |

| 1967 | Scuderia     | Vettura        |  |  |  |  |  |  |     |  |   |     |  |  |  |  |  |  |  | Punti | Pos. |
| ---- | ------------ | -------------- |  |  |  |  |  |  | --- |  | - | --- |  |  |  |  |  |  |  | ----- | ---- |
| 1967 | Matra Cooper | MS5 T81B e T86 |  |  |  |  |  |  | Rit |  | 6 | Rit |  |  |  |  |  |  |  | 1     | 20º  |

| 1968 | Scuderia | Vettura |     |     |  |   |   |   |   |   |   |    |  |     |  |  |  |  |  | Punti | Pos. |
| ---- | -------- | ------- | --- | --- |  | - | - | - | - | - | - | -- |  | --- |  |  |  |  |  | ----- | ---- |
| 1968 | Ferrari  | 312     | Rit | Rit |  | 3 | 4 | 1 | 3 | 4 | 3 | NP |  | Rit |  |  |  |  |  | 27    | 4º   |

| 1969 | Scuderia | Vettura |     |   |     |   |   |   |   |    |   |     |   |  |  |  |  |  |  | Punti | Pos. |
| ---- | -------- | ------- | --- | - | --- | - | - | - | - | -- | - | --- | - |  |  |  |  |  |  | ----- | ---- |
| 1969 | Brabham  | BT26A   | Rit | 6 | Rit | 5 | 3 | 2 | 1 | 10 | 1 | Rit | 2 |  |  |  |  |  |  | 37    | 2º   |

| 1970 | Scuderia | Vettura |     |     |     |   |   |     |     |   |   |     |   |   |   |  |  |  |  | Punti | Pos. |
| ---- | -------- | ------- | --- | --- | --- | - | - | --- | --- | - | - | --- | - | - | - |  |  |  |  | ----- | ---- |
| 1970 | Ferrari  | 312 B   | Rit | Rit | Rit | 8 | 3 | Rit | Rit | 2 | 1 | Rit | 1 | 4 | 1 |  |  |  |  | 40    | 2º   |

| 1971 | Scuderia | Vettura        |   |   |   |   |     |     |     |     |     |   |     |  |  |  |  |  |  | Punti | Pos. |
| ---- | -------- | -------------- | - | - | - | - | --- | --- | --- | --- | --- | - | --- |  |  |  |  |  |  | ----- | ---- |
| 1971 | Ferrari  | 312 B e 312 B2 | 8 | 2 | 3 | 1 | Rit | Rit | Rit | Rit | Rit | 8 | Rit |  |  |  |  |  |  | 19    | 4º   |

| 1972 | Scuderia | Vettura |   |   |   |   |     |    |     |   |     |     |    |   |  |  |  |  |  | Punti | Pos. |
| ---- | -------- | ------- | - | - | - | - | --- | -- | --- | - | --- | --- | -- | - |  |  |  |  |  | ----- | ---- |
| 1972 | Ferrari  | 312 B2  | 3 | 8 | 2 | 2 | Rit | 11 | Rit | 1 | Rit | Rit | 12 | 5 |  |  |  |  |  | 27    | 4º   |

| 1973 | Scuderia                    | Vettura                |   |   |     |    |     |     |   |   |   |  |   |  |   |  |   |  |  | Punti | Pos. |
| ---- | --------------------------- | ---------------------- | - | - | --- | -- | --- | --- | - | - | - |  | - |  | - |  | - |  |  | ----- | ---- |
| 1973 | Ferrari McLaren Iso Rivolta | 312 B2 e 312 B3 M23 IR | 4 | 5 | Rit | 12 | Rit | Rit | 6 | 5 | 8 |  | 3 |  | 8 |  | 7 |  |  | 12    | 9º   |

| 1974 | Scuderia | Vettura  |     |   |     |     |     |     |     |    |   |   |   |     |     |    |     |  |  | Punti | Pos. |
| ---- | -------- | -------- | --- | - | --- | --- | --- | --- | --- | -- | - | - | - | --- | --- | -- | --- |  |  | ----- | ---- |
| 1974 | Lotus    | 72E e 76 | Rit | 3 | Rit | Rit | Rit | Rit | Rit | 11 | 5 | 3 | 5 | Rit | Rit | 13 | Rit |  |  | 12    | 10º  |

| 1975 | Scuderia | Vettura |   |   |    |   |   |     |    |     |     |  |  |  |  |  |  |  |  | Punti | Pos. |
| ---- | -------- | ------- | - | - | -- | - | - | --- | -- | --- | --- |  |  |  |  |  |  |  |  | ----- | ---- |
| 1975 | Lotus    | 72E     | 8 | 9 | 12 | 2 | 8 | Rit | 15 | Rit | Rit |  |  |  |  |  |  |  |  | 3     | 16º  |

| 1976 | Scuderia    | Vettura    |   |    |    |   |    |    |  |    |    |  |  |     |    |    |     |  |  | Punti | Pos. |
| ---- | ----------- | ---------- | - | -- | -- | - | -- | -- |  | -- | -- |  |  | --- | -- | -- | --- |  |  | ----- | ---- |
| 1976 | Wolf Ensign | FW05 MN176 | 8 | 16 | NQ | 7 | NQ | NQ |  | 10 | NQ |  |  | Rit | 10 | 13 | Rit |  |  | 0     |      |

| 1977 | Scuderia | Vettura |  |  |  |  |  |    |  |  |  |  |  |  |  |  |  |  |  | Punti | Pos. |
| ---- | -------- | ------- |  |  |  |  |  | -- |  |  |  |  |  |  |  |  |  |  |  | ----- | ---- |
| 1977 | Ensign   | MN177   |  |  |  |  |  | 10 |  |  |  |  |  |  |  |  |  |  |  | 0     |      |

| 1978 | Scuderia | Vettura |  |  |  |  |     |    |     |    |  |  |  |  |  |  |  |  |  | Punti | Pos. |
| ---- | -------- | ------- |  |  |  |  | --- | -- | --- | -- |  |  |  |  |  |  |  |  |  | ----- | ---- |
| 1978 | Ensign   | MN177   |  |  |  |  | Rit | 12 | Rit | NQ |  |  |  |  |  |  |  |  |  | 0     |      |

| 1979 | Scuderia | Vettura |  |  |  |  |  |  |  |     |   |     |     |   |     |     |     |  |  | Punti | Pos. |
| ---- | -------- | ------- |  |  |  |  |  |  |  | --- | - | --- | --- | - | --- | --- | --- |  |  | ----- | ---- |
| 1979 | Ligier   | JS11    |  |  |  |  |  |  |  | Rit | 6 | Rit | Rit | 5 | Rit | Rit | Rit |  |  | 3     | 16º  |

| Legenda | 1º posto     | 2º posto | 3º posto    | A punti         | Senza punti/Non class.  | Grassetto – Pole position Corsivo – Giro più veloce |
| Legenda | Squalificato | Ritirato | Non partito | Non qualificato | Solo prove/Terzo pilota | Grassetto – Pole position Corsivo – Giro più veloce |

### 24 Ore di Le Mans
| Anno | Classe    | N° | Gomme | Vettura                                           | Squadra                          | Co-piloti                   | Giri | Pos. Assol. | Pos. di Classe |
| ---- | --------- | -- | ----- | ------------------------------------------------- | -------------------------------- | --------------------------- | ---- | ----------- | -------------- |
| 1966 | S 5.0     | 60 | F     | Ford GT40 Mk.I Ford 4.7L V8                       | Essex Wire Corporation           | Jochen Neerpasch            | 154  | DNF         | DNF            |
| 1967 | P +5.0    | 15 | F     | Mirage M1 (Ford GT40 Lightweight) Ford 5.7L V8    | J.W. Automotive Engineering Ltd. | Brian Muir                  | 29   | DNF         | DNF            |
| 1969 | S 5.0     | 6  | F     | Ford GT40 Mk.I Ford 4.9L V8                       | J.W. Automotive Engineering Ltd. | Jackie Oliver               | 372  | 1°          | 1°             |
| 1970 | S 5.0     | 5  | F     | Ferrari 512 S Ferrari 5.0L V12                    | Ferrari                          | Peter Schetty               | 142  | DNF         | DNF            |
| 1973 | S 3.0     | 15 | G     | Ferrari 312 PB Ferrari 3.0L Flat-12               | Ferrari                          | Brian Redman                | 332  | DNF         | DNF            |
| 1975 | S 3.0     | 11 | G     | Gulf GR8/Mirage GR8 Ford Cosworth DFV 3.0L V8     | Gulf Research Racing Co.         | Derek Bell                  | 336  | 1°          | 1°             |
| 1976 | Gr.6 3.0  | 20 | G     | Porsche 936 Porsche Type-935 2.1L Turbo Flat-6    | Sistema Martini Racing Porsche   | Gijs van Lennep             | 349  | 1°          | 1°             |
| 1977 | Gr.6 +2.0 | 4  | D     | Porsche 936/77 Porsche Type-935 2.1L Turbo Flat-6 | Sistema Martini Racing Porsche   | Jürgen Barth Hurley Haywood | 342  | 1°          | 1°             |
| 1978 | Gr.6 +2.0 | 6  | D     | Porsche 936/78 Porsche Type-935 2.1L Turbo Flat-6 | Sistema Martini Racing Porsche   | Bob Wollek Jürgen Barth     | 364  | 2°          | 2°             |
| 1979 | Gr.6 +2.0 | 12 | D     | Porsche 936 Porsche Type-935 2.1L Turbo Flat-6    | Essex Motorsport Porsche         | Brian Redman Jürgen Barth   | 200  | DNF         | DNF            |
| 1980 | Gr.6 +2.0 | 9  | D     | Porsche 908/80 Porsche Type-935 2.1L Turbo Flat-6 | Equipe Liqui Moly-Martini Racing | Reinhold Joest              | 336  | 2°          | 2°             |
| 1981 | S +2.0    | 11 | D     | Porsche 936 Porsche Type-935 2.1L Turbo Flat-6    | Porsche System Engineering       | Derek Bell                  | 354  | 1°          | 1°             |
| 1982 | Gruppo C  | 1  | D     | Porsche 956 Porsche Type-935 2.1L Turbo Flat-6    | Rothmans Porsche System          | Derek Bell                  | 359  | 1°          | 1°             |
| 1983 | Gruppo C  | 1  | D     | Porsche 956 Porsche Type-935 2.1L Turbo Flat-6    | Rothmans Porsche System          | Derek Bell                  | 370  | 2°          | 2°             |
| 1985 | Gruppo C1 | 1  | D     | Porsche 962C Porsche Type-935 2.1L Turbo Flat-6   | Rothmans Porsche System          | Jochen Mass                 | 348  | 10°         | 10°            |